# Sergei Dmitrijewitsch Merkurow

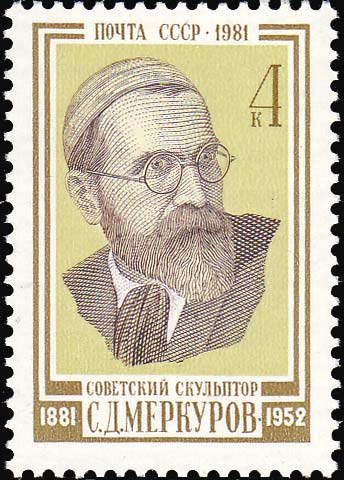
Sergei Merkurow (Briefmarke der Post der UdSSR, 1981)

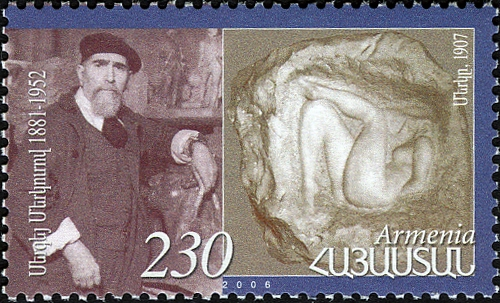
Armenische Briefmarke (2006) mit Sergei Merkurow und seiner Arbeit aus dem Jahr 1907

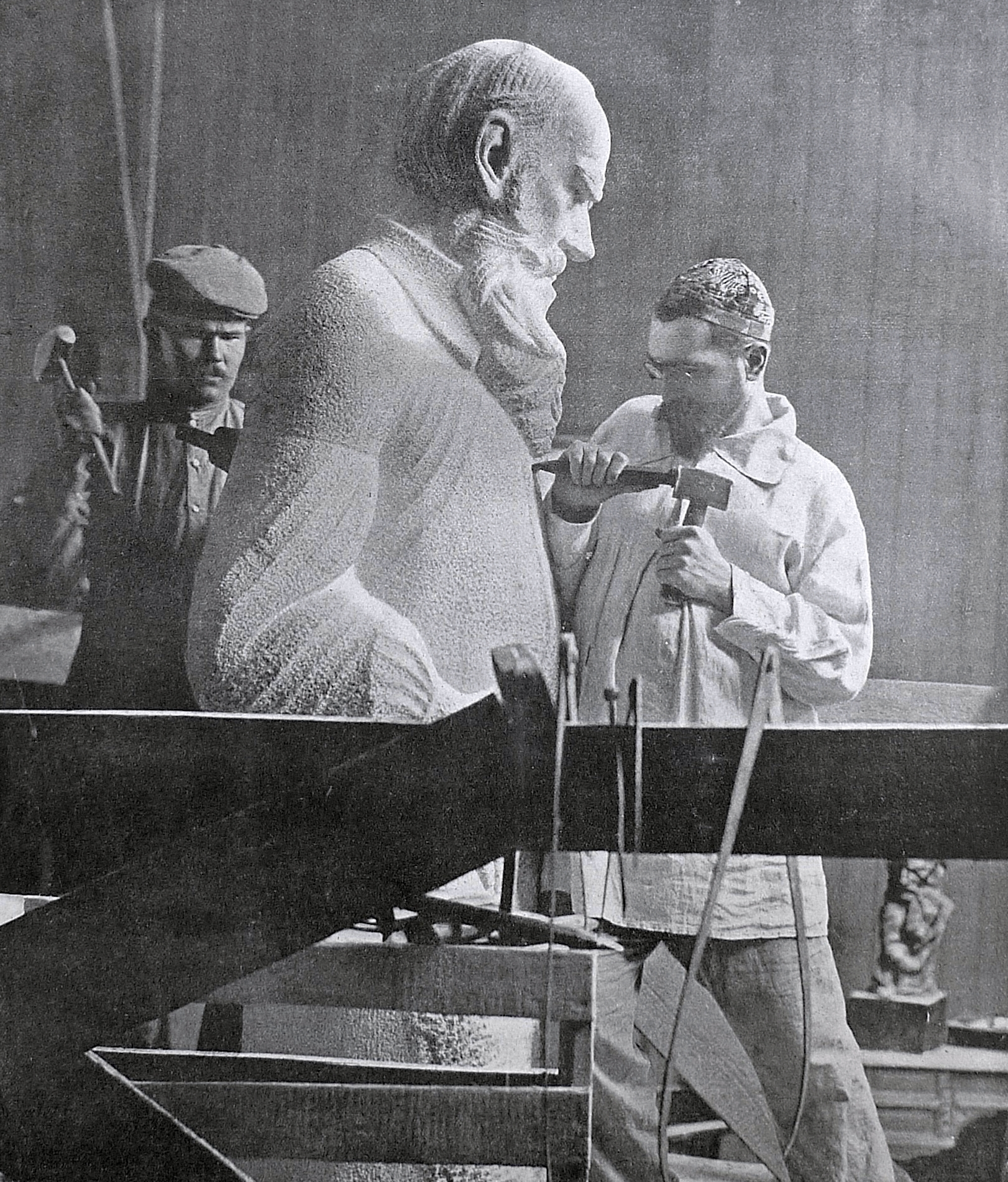
Sergei Merkurow bei der Fertigstellung der Lew-Tolstoi-Statue

Sergei Dmitrijewitsch Merkurow (russisch Сергей Дмитриевич Меркуров; * 26. Oktoberjul. / 7. November 1881greg. in Alexandropol; † 8. Juni 1952 in Moskau) war ein griechisch-russischer Bildhauer.

## Leben
Merkurow, Sohn eines griechischen Unternehmers und Vetter Georges I. Gurdjieffs, besuchte die Realschule in Tiflis mit Abschluss 1901 und studierte dann in Kiew am Kiewer Polytechnischen Institut, das ihn jedoch bald wegen politischer Unruhen ausschloss. Im Herbst 1902 setzte er seine Studien in der Schweiz an der Philosophischen Fakultät der Universität Zürich fort. Dort lernte er bei politischen Diskussionen Lenin kennen. Merkurow wurde Schüler des Schweizer Bildhauers Adolf Meyer. Entsprechend Meyers Rat ging Merkurow nach München zu Wilhelm von Rümann an der Münchner Kunstakademie, bei dem er bis 1905 studierte. Dann lebte und arbeitete er bis 1907 in Paris, wo er unter dem Einfluss der Arbeiten von Auguste Rodin und Constantin Meunier als Bildhauer tätig wurde. 1907 kehrte Merkurow nach Russland zurück, um für die Armenische Apostolische Kirche eine Totenmaske des Katholikos Mkrtitsch Chrimjan anzufertigen. Merkurow lebte zunächst in Tiflis und Jalta. Im Herbst 1910 kam er nach Moskau. Sogleich im November wurde er eingeladen, eine Totenmaske Tolstois anzufertigen. Später schuf er Totenmasken insbesondere von Howhannes Tumanjan, Lenin, Nadeschda Krupskaja, Maxim Gorki und Wladimir Majakowski. 1911–1913 schuf er die Skulptur Der Gedanke, die 1956 auf seinem Grab auf dem Nowodewitschi-Friedhof aufgestellt wurde. Nach der Oktoberrevolution bewahrte Merkurow als Direktor des Puschkin-Museums die von Alexander Opekuschin im Auftrag des Unternehmers und Moskauer Stadtoberhaupts Nikolai Alexejew angefertigte und 1896 vor der Moskauer Stadtduma aufgestellte Marmorstatue Katharinas II. vor der Zerstörung, indem er sie nach Armenien bringen ließ; 2003 wurde sie im Schloss des Zarizyno-Parks aufgestellt.
Nach der Oktoberrevolution beschloss der Rat der Volkskommissare am 12. April 1918, dass Denkmäler historischer Personen in den Städten Russlands aufgestellt werden sollten, und am 30. Juli erschien eine entsprechende Liste. In Merkurows Atelier standen zwei Granitstatuen von Personen dieser Liste, nämlich ein Dostojewski, den Merkurow 1914 im Auftrag des Millionärs Scharow angefertigt hatte (mit Alexander Wertinski als Modell, nachdem Merkurow bereits 1905 etwa 20 Dostojewski-Büsten hergestellt hatte), und ein Tolstoi von 1912. Merkurow bot seine beiden Statuen dem Moskauer Stadtsowjet an, und eine spezielle Kommission unter Leitung Anatoli Lunatscharskis nahm sie an. In den 1920er Jahren wurde Merkurow Mitglied einer Freimaurerloge. Merkurow schuf das Dserschinski-Denkmal in Stalingrad (1936), das Karl-Marx-Denkmal in Simbirsk (1921), das Schahumjan-Denkmal in Jerewan (1931) und das Kliment Timirjasew-Denkmal (1922–1923 mit dem Architekten Dmitri Ossipow) in Moskau. 1924–1946 entstand das Hautrelief für die 26 Kommissare von Baku, das 1958 eingeweiht wurde.
Als einer der ersten Monumentalbildhauer erhielt Merkurow regelmäßig Regierungsaufträge für Lenin- und Stalinstatuen. Er wurde Vorsitzender der Allrussischen Kommission für Lenindenkmäler. Von ihm stammten die 1940 in Jerewan aufgestellte und 1991 entfernte größte Leninstatue (49 m mit Sockel), das 1937 errichtete Lenindenkmal in Dubna (Statue 22 m, Sockel 15 m) auf der einen Seite des Moskau-Wolga-Kanals und das gleichzeitige Stalindenkmal auf der anderen Seite, dessen Stalinstatue im Zuge der Entstalinisierung vom Sockel entfernt wurde, sowie das Stalindenkmal auf der Moskauer Ausstellung der Errungenschaften der Volkswirtschaft, das verfiel und 1952 beim Neuaufbau der Ausstellung abgebaut wurde. Weitere Leninstatuen Merkurows wurden in Snischne und Perwouralsk aufgestellt sowie eine Stalinstatue in Stalino (1939). 1939 ersetzte Merkurow das 1924 von Issaak Mendelewitsch in Ufa errichtete Lenindenkmal durch eine eigene Betonskulptur. Als diese verfiel, wurde 1987 ein Granitersatz beschlossen, aber mangels finanzieller Mittel nicht realisiert. 2011 wurde eine exakte Kopie des Merkurow-Denkmals des Ufaer Bildhauers Chalit Galimullin mit Finanzierung durch private Sponsoren aufgestellt. 
Von 1944 bis 1950 war Merkurow Museumsleiter des Puschkin-Museums in Moskau.
1945 wurde Merkurow Mitglied der KPdSU. Ab der Mitte der 1940er Jahre traten Nikolai Tomski, Jewgeni Wutschetitsch und andere Bildhauer in den Vordergrund. Merkurow schuf noch ein Burdenko-Denkmal (1949) in Moskau, das Stalindenkmal (1950) in Jerewan, ein Wischnewski-Denkmal in Moskau und ein Ziolkowski-Denkmal in Moskau. Während der Tauwetter-Periode verschwanden viele Stalindenkmäler. In Moskau blieben nur das Stalindenkmal im Skulpturenpark Moskau und das im Hof der Tretjakow-Galerie erhalten.
1984 wurde im Haus des Großvaters Fjodor Merkurow in Gjumri ein Merkurow-Museum eröffnet. Im Moskauer Ismailowoer Park am Ort der Datsche, in der Merkurow 1920 bis zu seinem Tode lebte und arbeitete, wurde ein inzwischen verwittertes Merkurow-Denkmal aufgestellt.

## Ehrungen, Preise
- Leninorden (1939)
- Verdienter Künstler der Armenischen SSR (1940)
- Stalinpreis I. Klasse 1941 für die Leninskulptur im Sitzungssaal des Großen Kremlpalasts und die Stalinskulptur auf der Ausstellung der Errungenschaften der Volkswirtschaft und 1951 für die Stalinskulptur in Jerewan
- Verdienter Künstler der RSFSR (1942)
- Volkskünstler der UdSSR (1943)
- Medaille „Für heldenmütige Arbeit im Großen Vaterländischen Krieg 1941–1945“
- Volkskünstler der Armenischen SSR (1950)
- Orden des Roten Banners der Arbeit (zweimal)

## Werke

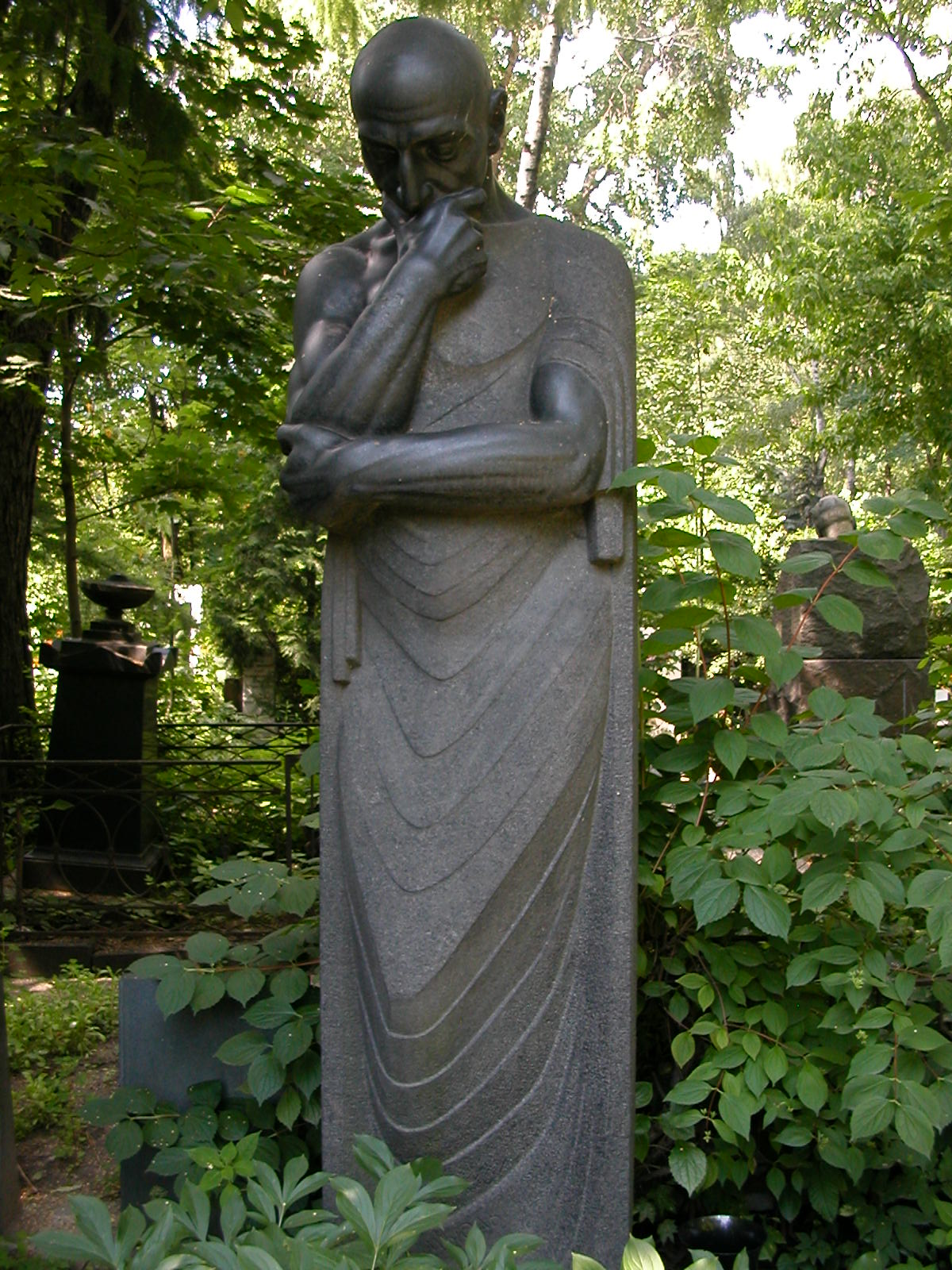
Der Gedanke, Merkurows Grab auf dem Nowodewitschi-Friedhof, Moskau
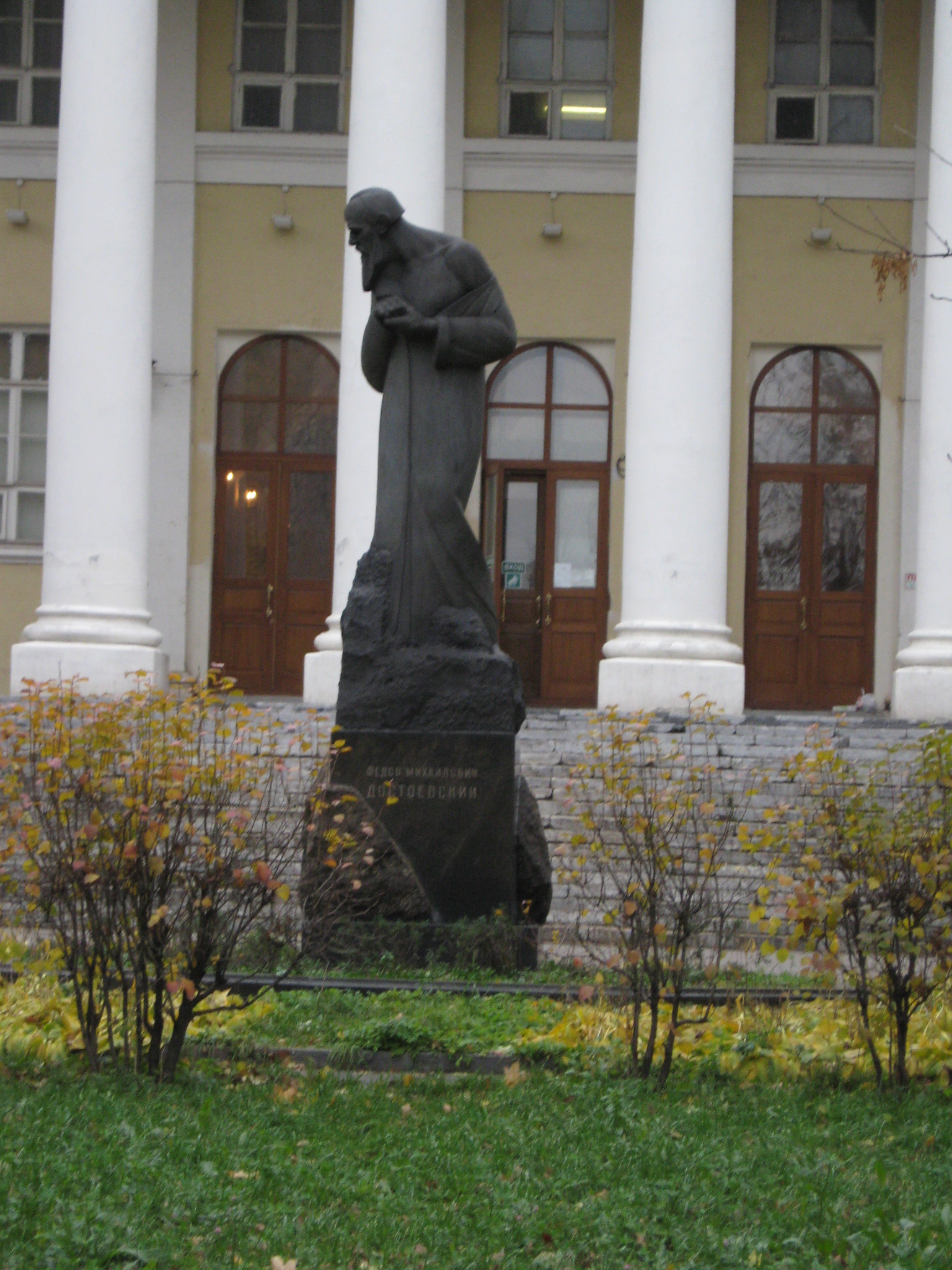
Dostojewski-Denkmal, Moskau
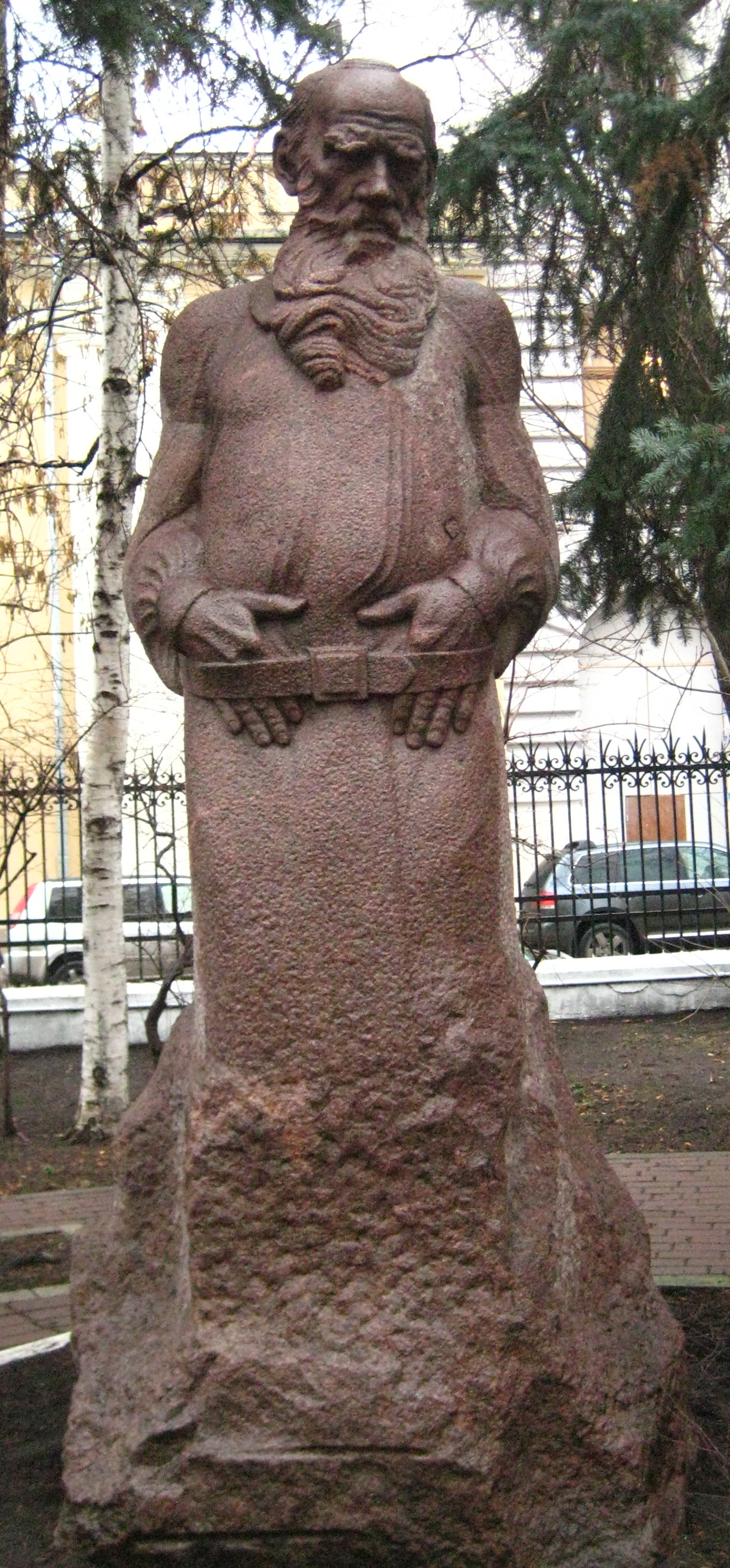
Tolstoi-Denkmal, Moskau
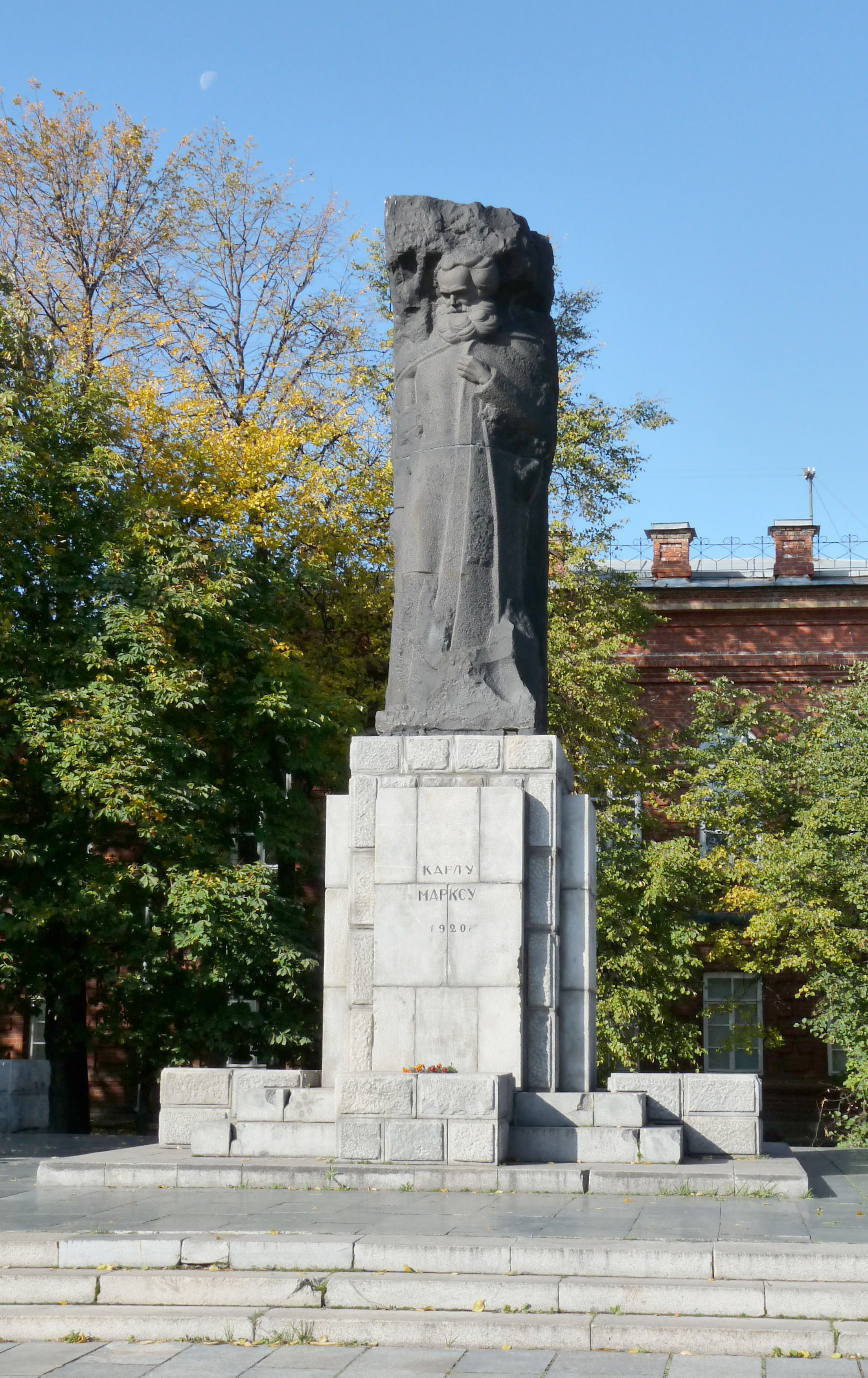
Karl-Marx-Denkmal, Uljanowsk
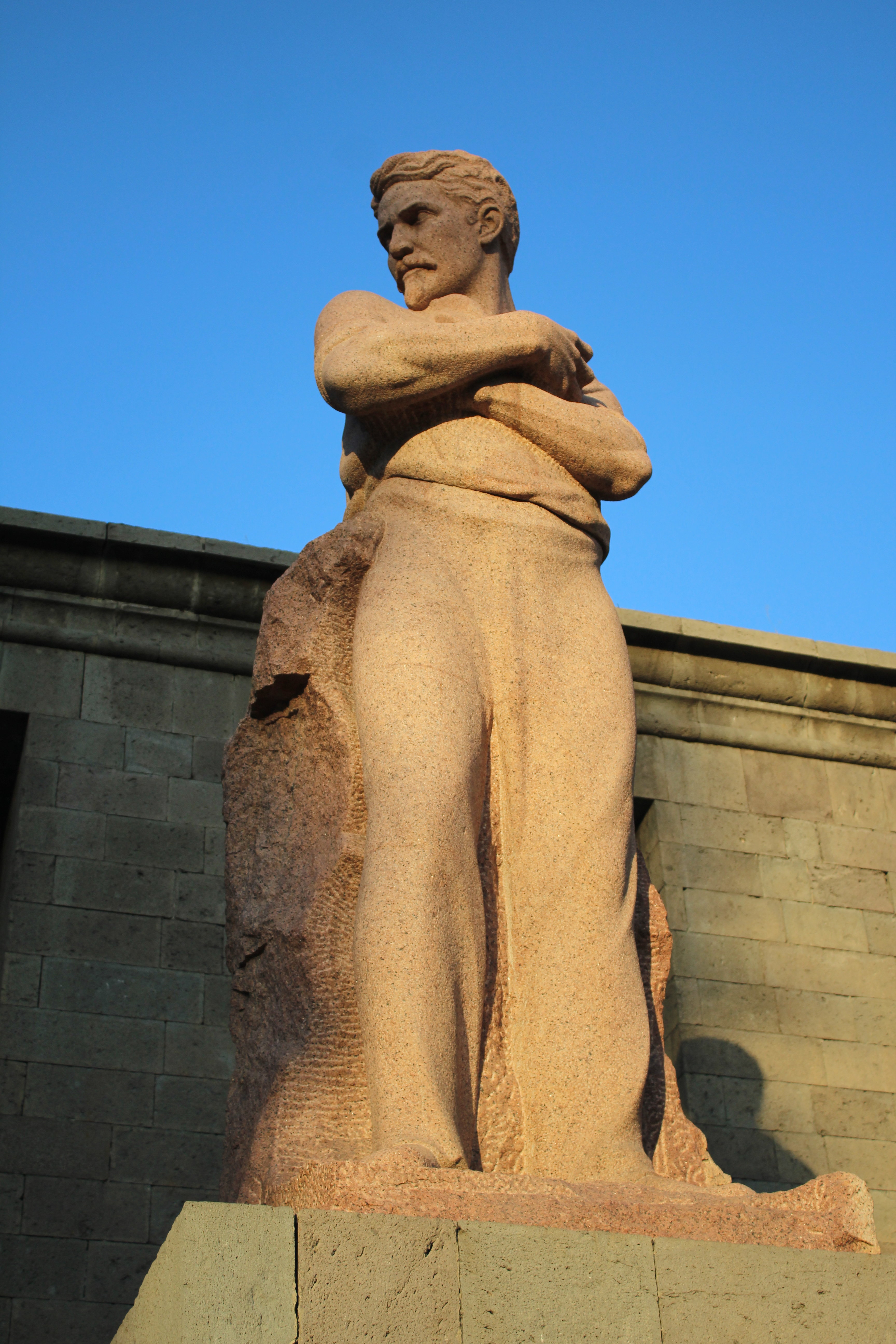
Schahumjan-Denkmal, Jerewan
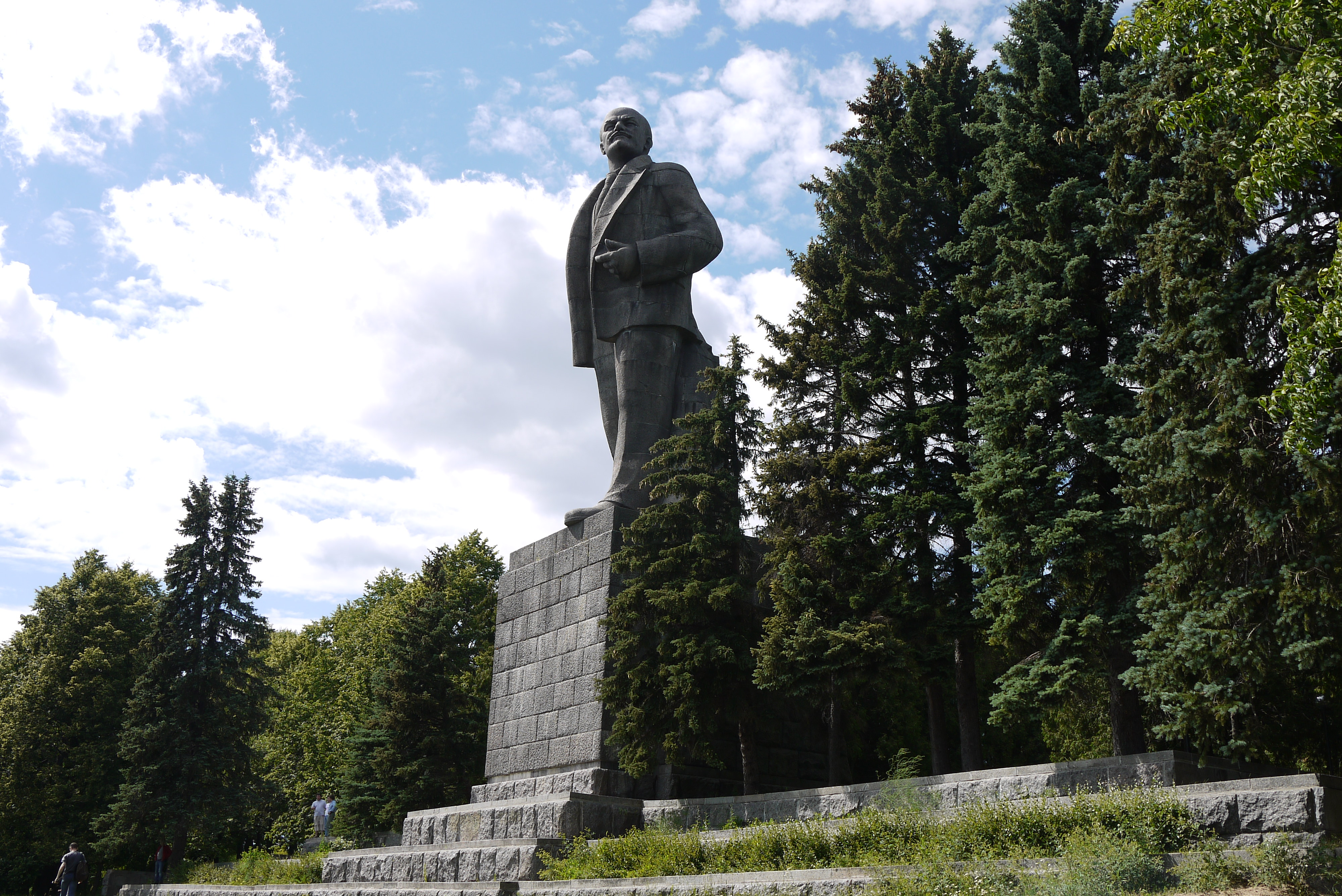
Lenindenkmal, Dubna
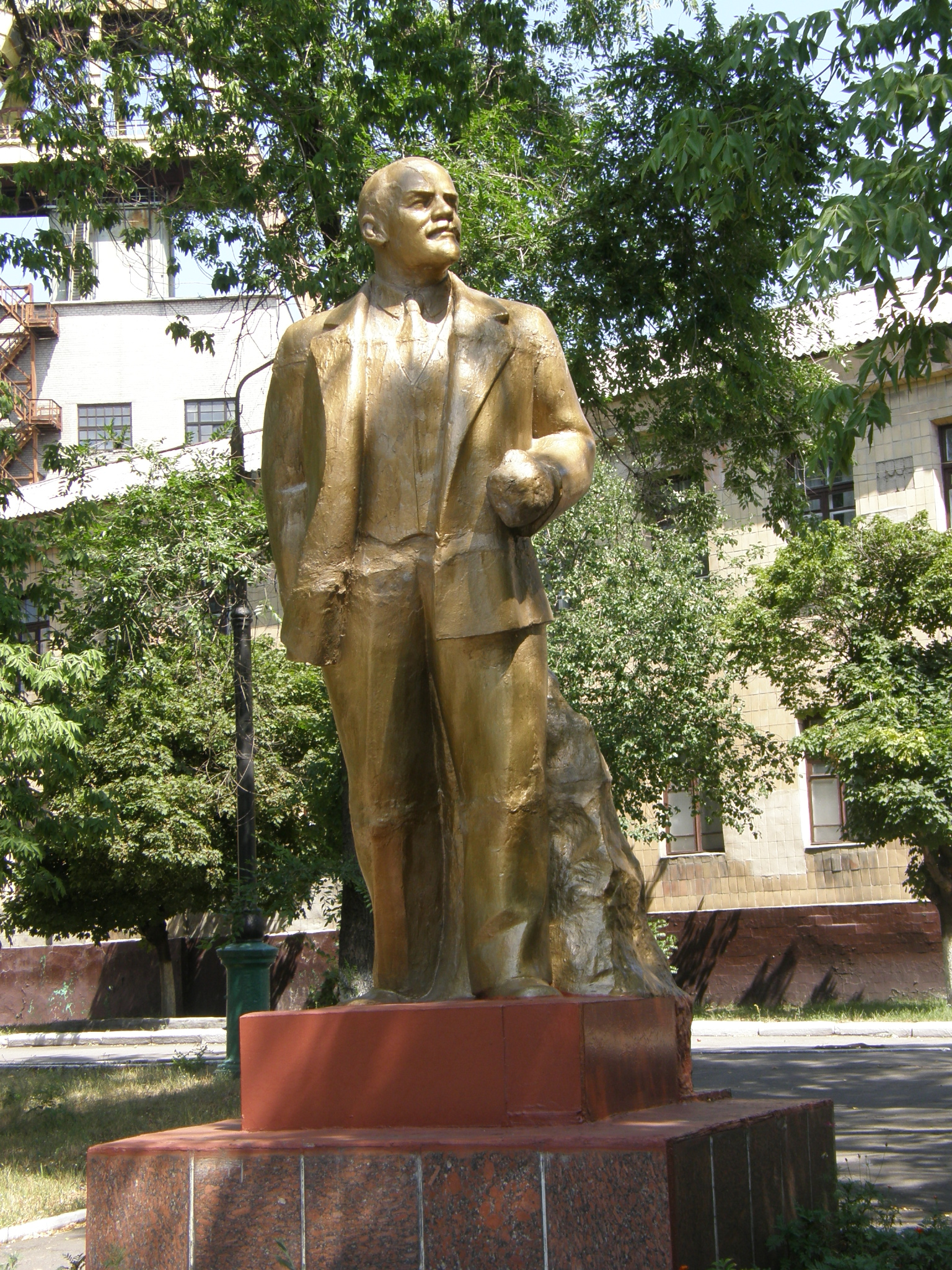
Leninstatue, Snischne
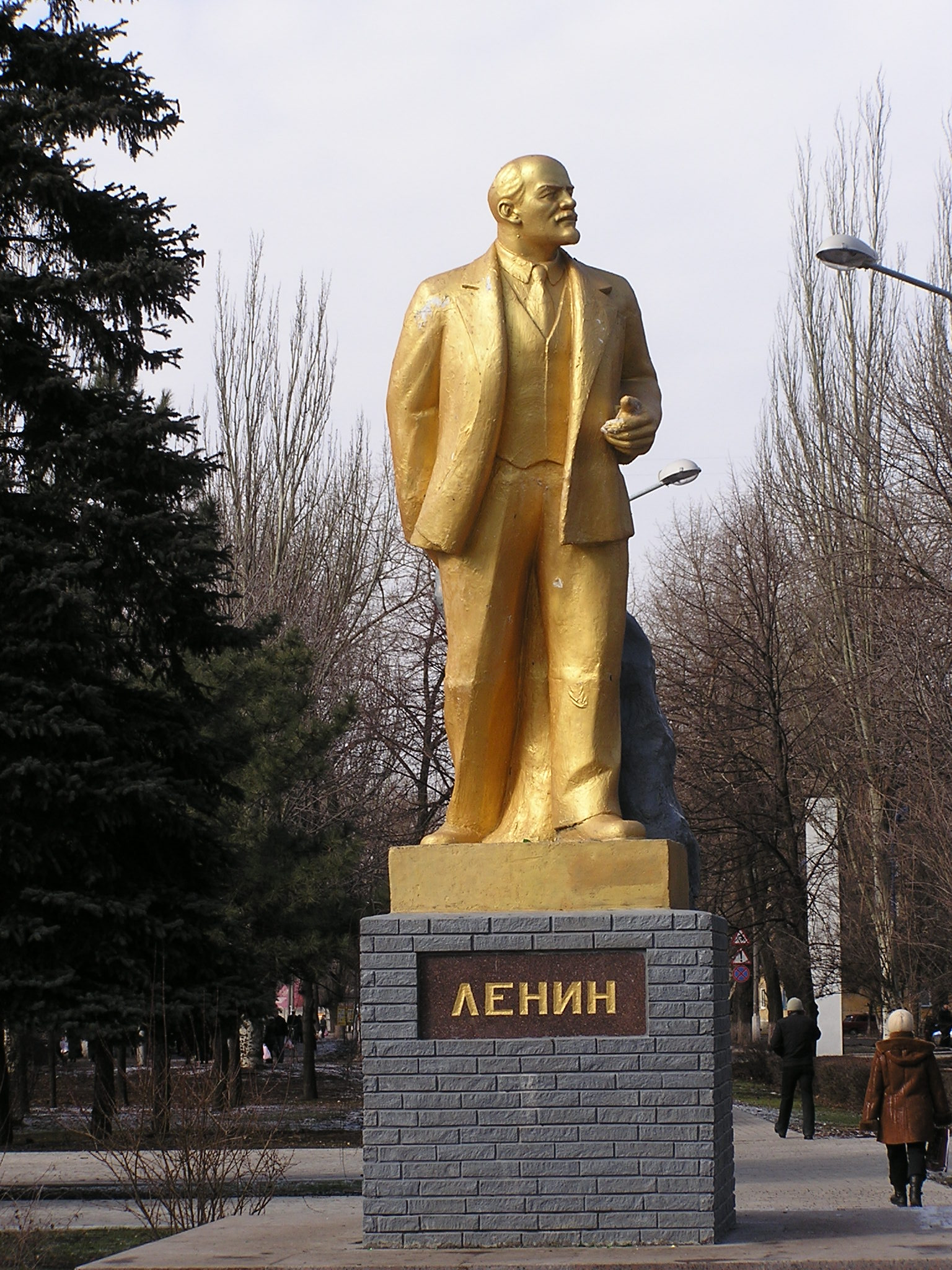
Leninstatue, Perwouralsk
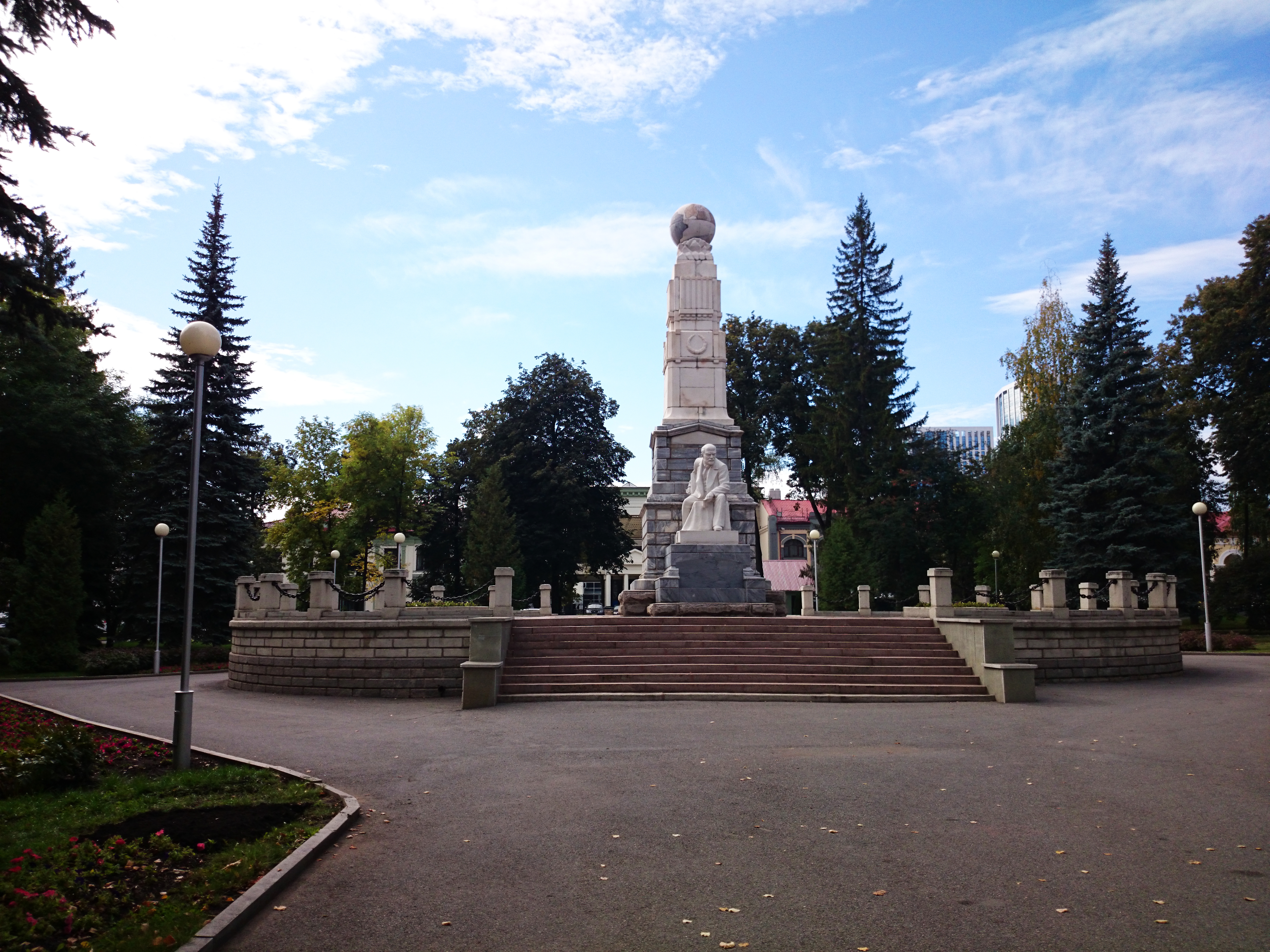
Lenindenkmal, Ufa
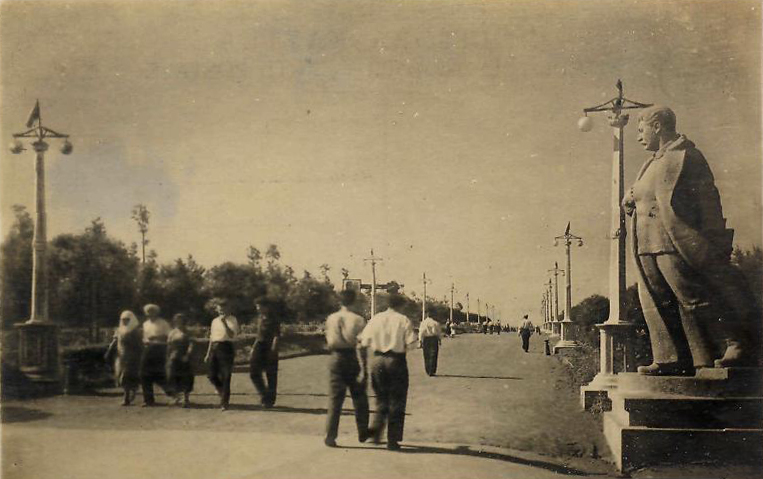
Stalinstatue, Stalino